# Lethal Enforcers
Lethal Enforcers est un jeu vidéo de tir au pistolet développé et édité par Konami, sorti en 1992 sur borne d'arcade. Il a été adapté sur Mega Drive et Mega-CD en 1993 et sur Super Nintendo en 1994. Il a aussi été porté sur PlayStation en 1997 dans une compilation regroupant Lethal Enforcers et sa suite, Lethal Enforcers II: Gunfighters. Une autre suite a été réalisée bien qu'elle soit très différentes des deux premiers opus, il s'agit de Lethal Enforcers 3. L'action se déroule dans la ville de Chicago aux États-Unis.

## Développement
La musique du jeu a été composée par Junya Nakano et Kenichiro Fukui (en).